# Andries Jonker
Andries Jonker (Ámsterdam, Países Bajos; 22 de septiembre de 1962) es un exfutbolista, actualmente entrenador, neerlandés. Sus mayores éxitos los logró como ayudante de Louis van Gaal en el Bayern de Múnich, equipo al que dirigió en 2011, tras el cese del primero. Actualmente dirige a la Selección de fútbol femenino de los Países Bajos.

## Trayectoria

### Como jugador
Andries Jonker tuvo una breve carrera como centrocampista, que desarrolló en clubes amateurs de su país. Se inició en el AVV De Volewijckers. Tras un breve paso por el segundo equipo del FC Volendam la temporada 1979/80, regresó al De Volewijckers, y luego jugó en el De Meer y el ZFC Zaandam, colgando las botas con tan solo 26 años.

### Como entrenador
Inicios
En sus últimos años de carrera como futbolista empezó sus estudios para ser entrenador, compaginando su paso como jugador por el ZFC con su trabajo como técnico en las categorías inferiores del club. Posteriormente, entrenó al modesto DRC de Durgerdam, Ámsterdam. En 1990 se incorporó a la KNVB para trabajar en el fútbol base de la federación neerlandesa.
FC Volendam
En 1997 regresó al FC Volendam como director deportivo y ayudante del entrenador, Dick de Boer. Cuando éste fue cesado, en 1998, Jonker asumió dirección del primer equipo, que terminó en octavo puesto de la Eerste Divisie. La siguiente campaña (1999-2000) el equipo finalizó en penúltima posición, lo que motivó su salida del club. Regresó a la KNVB, donde dirigió a distintas selecciones inferiores (sub-15, sub-16, sub-20 y sub-21) y al equipo nacional absoluto femenino.
Asistente en el Barcelona
Jonker había conocido a Louis van Gaal durante su etapa en la KNVB, realizando prácticas como entrenador en el Ajax en la temporada 1996/97. El verano de 2002, cuando van Gaal fue contratado como técnico del FC Barcelona, dio a Jonker el puesto de ayudante. Pero la experiencia española del tándem holandés solo duró medio año, ya que los resultados adversos provocaron su destitución en enero de 2003, con el equipo en clasificado en el 13er puesto de la Liga.
MVV Maastricht
En enero de 2004 firmó como primer entrenador del MVV Maastricht, de la Eerste Divisie, que finalizó la temporada con la peor clasificación de su historia en el fútbol profesional, con un 18º puesto. Pese a ello, Jonker siguió al frente del equipo durante dos temporadas más.
Willem II
En julio de 2006 fichó por el Willem II, de la Eredivisie, donde ejerció de director técnico y asistente del entrenador Dennis van Wijk. Cuando éste fue cesado, en noviembre de 2007; Jonker asumió la dirección del equipo, en su primera experiencia en solitario en un banquillo de primera división. Tras salvar al equipo del descenso, inició la temporada 2008/09 en el banquillo. Dejó el cargo en febrero de 2009, aunque permaneció en el club hasta final de temporada como director técnico.
Asistente en el Bayern de Múnich
La temporada 2009-10 volvió a formar tándem con Louis van Gaal, esta vez al frente del Bayern de Múnich. La campaña, pese a un inicio dubitativo, acabó resultando casi perfecta para el equipo alemán, dado que se quedó a la puertas de conquistar el triplete, tras ganar la Bundesliga y la DFB-Pokal y perder la final de la Liga de Campeones ante el Inter de Milán. Sin embargo, estos buenos resultados no se repitieron la siguiente temporada; y el 10 de abril de 2011, van Gaal fue destituido, con el equipo clasificado en cuarta posición de la Bundesliga, fuera de las plazas de acceso a la Liga de Campeones. Jonker dirigió al equipo en las cinco jornadas de liga restantes, logrando clasificar a los bávaros para la máxima competición continental gracias a un empate y cuatro victorias, incluyendo un 1-8 frente al FC St. Pauli, la mayor goleada como visitante en la historia del club en la Bundesliga.
Bayern Múnich II
Conseguido el objetivo, en la temporada 2011/12 Jupp Heynckes tomó las riendas del Bayern de Múnich; y Jonker pasó a dirigir, durante un año, el segundo equipo del club. 
Asistente en el Wolfsburgo
El verano de 2011 rechazó la oferta del club muniqués para seguir un año más en la entidad, al frente del equipo sub-19, y se incorporó al staff técnico del VfL Wolfsburgo, donde trabajó a las órdenes de Felix Magath y Dieter Hecking entre 2012 y 2014.
Academia del Arsenal
Posteriormente, entrenó en las categorías inferiores del Arsenal.
VfL Wolfsburgo
El 27 de febrero de 2017, es contratado como nuevo entrenador del VfL Wolfsburgo. Logró evitar el descenso directo del equipo alemán al terminar 16º en la Bundesliga, accediendo a la promoción por la permanencia, donde derrotó al Eintracht Braunschweig para mantenerse en la élite. El 18 de septiembre de 2017, el club anunció su despido, tras haber sumado 4 puntos en las 4 primeras jornadas de la Bundesliga.

## Clubes como entrenador
| Club                             | País         | Año       |
| -------------------------------- | ------------ | --------- |
| DRC                              | Países Bajos |           |
| FC Volendam (2º entrenador)      | Países Bajos | 1997-1998 |
| FC Volendam                      | Países Bajos | 1998-2000 |
| Selección nacional femenina      | Países Bajos | 2001      |
| FC Barcelona (2º entrenador)     | España       | 2002-2003 |
| MVV Maastricht                   | Países Bajos | 2004-2006 |
| Willem II (2º entrenador)        | Países Bajos | 2006-2007 |
| Willem II                        | Países Bajos | 2007-2009 |
| Bayern de Múnich (2º entrenador) | Alemania     | 2009-2011 |
| Bayern de Múnich                 | Alemania     | 2011      |
| FC Bayern Múnich II              | Alemania     | 2011-2012 |
| VfL Wolfsburgo (2º entrenador)   | Alemania     | 2012-2014 |
| Arsenal (academia)               | Inglaterra   | 2014-2017 |
| VfL Wolfsburgo                   | Alemania     | 2017      |
| SC Telstar Velsen                | Países Bajos | 2019-2021 |
| Selección nacional femenina      | Países Bajos | 2022-     |